# Nasaasaaq
El Nasaasaaq ([nasaːsɑːq̚] danés: Kællingehætten) es una montaña prominente de 784 metros de altura en el municipio de Qeqqata, en el oeste de Groenlandia. Se encuentra en la parte continental de Groenlandia, inmediatamente al sureste de Sisimiut, en la costa norte del fiordo de Amerloq, un tributario del estrecho de Davis.
El macizo montañoso se extiende a lo largo de 6 kilómetros en dirección oeste-este, constituyendo el punto terminal de una larga cordillera que se extiende desde el grupo montañoso Pingu a medio camino entre el estrecho de Davis y la capa de hielo de Groenlandia (groenlandés: Sermersuaq). La cordillera se aplana considerablemente hacia el este en la zona del enjambre de diques de Kangaamiut, al norte de Kangerlussuaq, debido a la presión ejercida por la capa de hielo durante largos períodos en el pasado. La cordillera de Nasaasaaq se conecta con las demás cordilleras latitudinales a unos 15 km al este de Sisimiut.

## Topografía

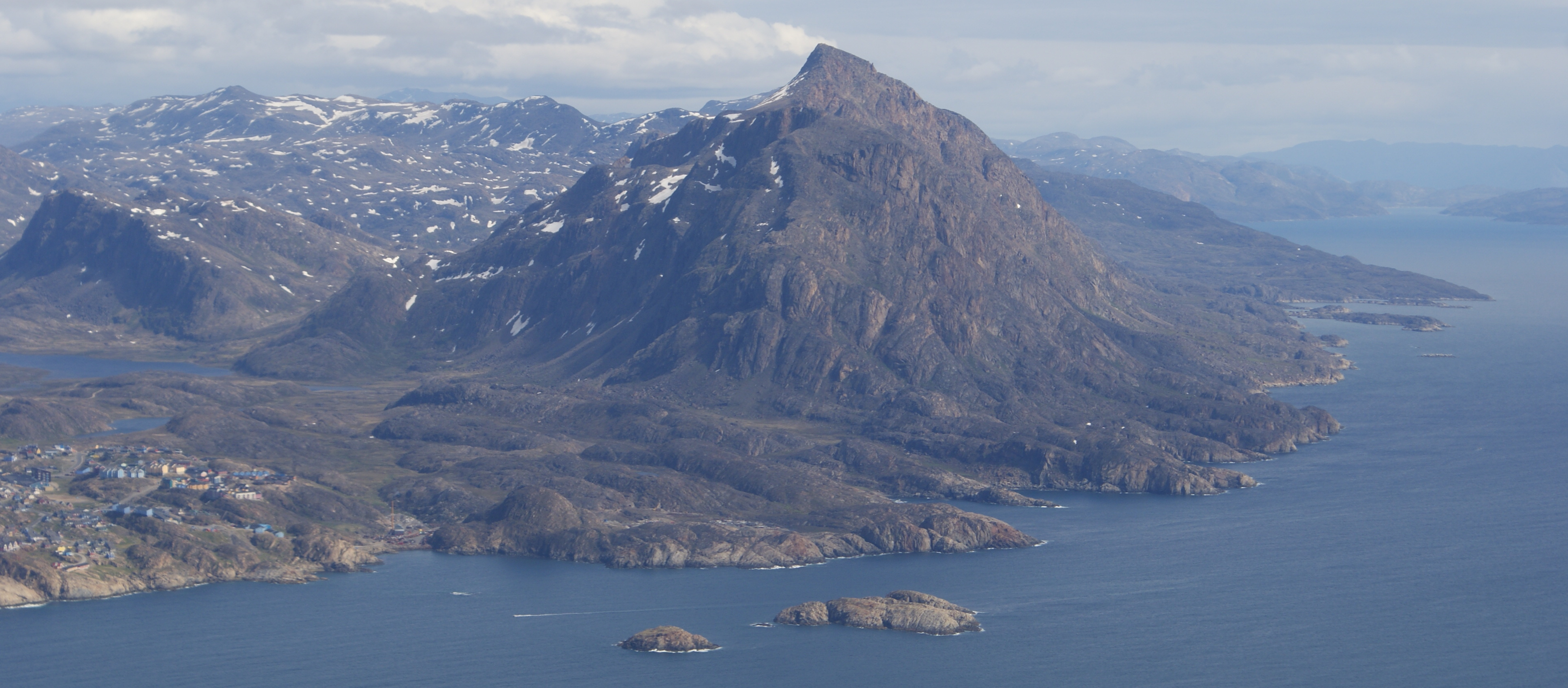
Vista aérea del Nasaasaaq desde el oeste

La cresta de Nasaasaaq tiene varias cumbres. La cumbre principal es la más prominente, y se eleva sobre el resto de la cresta en un alto cono de 150 m a 784 m. 
Hacia el este, la cresta desciende gradualmente hasta casi 300 m, antes de girar hacia el este-noreste en dirección al macizo de Aappilattorsuaq. La pared sur de Nasaasaaq cae directamente en el fiordo de Amerloq.
La pared norte no es una superficie uniforme, diseccionada por salientes, diedros y rampas. La ruta principal de acceso a la cima conduce a través de una de las rampas a collado entre la cima principal y su parte occidental. El paso en el cono superior está asegurado con cuerdas para los turistas no preparados.

## Turismo
La cumbre principal es visitada por su vista de largo alcance de la costa, aunque más limitada al norte que la de Palasip Qaqqaa al norte del aeropuerto de la ciudad. Una ruta alternativa a la cima, de interés para los montañeros, conduce a través del paso bajo difícil de encontrar al este de la cumbre principal, y desde allí directamente a la cresta del cono de la cumbre.

### Ruta polar
La dura, carrera del Círculo Polar Ártico, de 160 kilómetros, se celebra cada invierno, y el recorrido se solapa parcialmente con la Ruta Polar de Sisimiut a Kangerlussuaq. La carrera se inauguró en 1998, y desde entonces se ha convertido en una competición internacional. La Ruta Polar pasa por el collado entre Nasaasaaq y la montaña Alanngorsuaq, mucho más baja, al norte, y la cumbre de esta última se visita a veces mediante una variante. En el collado también hay un pequeño ascensor para el esquí alpino.